# Шериф у Њујорку
Шериф у Њујорку (енгл. Coogan's Bluff) или Куганов блеф је филм из 1968. који је режирао Дон Сигел. Главне улоге играју Клинт Иствуд, Ли Џеј Коб и Сузан Кларк.

## Радња
Куган је заменик шерифа у држави Аризона, добио је задатак да прати одбеглог криминалца из Њујорка. Али Куган не добија злочинца, јер овај бежи из притвора. Сада Куган мора да пронађе и ухвати разбојника.
Куган мора да ради са полицијом из Њујорка. Кугану дају надимак „Тексашанин”, а он показује своју вештину, укључујући способност прецизног пуцања из свог Колта. Куганове љубавне авантуре га чекају чак и на његовом авантуристичком путу.

## Улоге
| Глумац        | Улога                                             |
| ------------- | ------------------------------------------------- |
| Клинт Иствуд  | Замјеник шерифа Волт Куган                        |
| Ли Џеј Коб    | поручник Макелрој из њујоршке полицијске јединице |
| Сузан Кларк   | Џули Рот, полицајац за контролу условне казне     |
| Тиша Стерлинг | Лини Рејвен, Рингерманова дјевојка                |
| Дон Страуд    | Џејмс Рингерман                                   |
| Бети Филд     | Елен Рингерман                                    |
| Том Тали      | Шериф Макри                                       |
| Мелоди Џонсон | Мили, Куганова дјевојка                           |
| Руди Дијаз    | Трчећи Медвјед                                    |
| Симор Касел   | Џо                                                |

## Зарада
- Зарада у САД износила је 3,11 милиона америчких долара